# Zapruder filmmakersgroup
ZAPRUDER filmmakersgroup, scritto a volte Zapruder filmmakersgroup e conosciuto anche come Zapruder,  è un gruppo di cineasti fondato da David Zamagni, Nadia Ranocchi e Monaldo Moretti. Oltre alla produzione di film stereoscopici iniziata nel 2006, il gruppo si dedica alla produzione di pellicole che non rispettano i normali canoni cinematografici, sperimentando nuovi formati, ponendo così il loro lavoro sulla linea di confine fra arti figurative, performative e cinematografiche. Importante è anche l'esperienza del cinema da camera: dispositivi e ambienti performativi che sono stati definiti come cinema incarnato e teatro incorporeo. Una parte considerevole del lavoro di Zapruder è svolta nell'ambito del teatro di ricerca italiano. Tra le collaborazioni Fanny & Alexander, Socìetas Raffaello Sanzio/Romeo Castellucci.

## Storia
ZAPRUDER filmmakersgroup nasce nel 2000 a Roncofreddo ad opera di David Zamagni, Nadia Ranocchi, precedentemente attivi nella compagnia teatrale Motus, e del filmmaker Monaldo Moretti. Il gruppo, che prendeva il nome dal  cineamatore che con la sua super 8 millimetri riprese casualmente l'assassinio di John Fitzgerald Kennedy, debuttò al Festival di Bellaria del 2001, presentando nella sezione cortometraggi il film dal titolo Spring Roll e nella sezione 150" i film Daisy, dammi la mano son pazzo di te (regia: Nadia Ranocchi) e Nervi (regia: Monaldo Moretti), aggiudicandosi con quest'ultimo una menzione speciale. Spring Roll, un film sulla "malattia dell’orrore del domicilio" ispirato ad una frase de Il mio cuore messo a nudo di Charles Baudelaire, viene distribuito in numerosi festival nazionali ed internazionali, ricevendo così una menzione speciale al Festival Unimovie 2001 di Pescara, una segnalazione della giuria al Fano International Film Festival, il Premio Nuove Frontiere al festival Fiaticorti 2001 di Istrana ed il Premio Werkleiz Award al Festival Oberhausen Kurzfilmtage del 2002. Altri festival in cui Spring Roll fu presentato furono la  Biennale de l'image en mouvement di Ginevra, il Graz Biennial on Media and Architecture, Circuito Off Venice International Short Film Festival, il Corto Imola Festival, TTV Performing Arts on screen, il Festival des Cinémas Différents di Parigi, Festival Nazionale Videocorto Nettuno.
Nel 2002 iniziano una lunga collaborazione con la compagnia teatrale Fanny & Alexander, per la quale realizzano i video scenografici dello spettacolo Requiem (regia di Luigi De Angelis), ed il cortometraggio tratto dallo spettacolo e presentato al TTV Performing Arts on screen assieme alla video installazione dal titolo Speak Memory Speak. Nello stesso anno vincono il festival Iceberg di Bologna con il video dal titolo JG, ispirato al lavoro di Jean Genet. La collaborazione con i Fanny & Alexander riprese poi negli anni successivi con il ciclo di 11 lavori fra spettacoli teatrali, installazioni e performance, ispirati al romanzo di Vladimir Nabokov dal titolo Ada o ardore.
Nel 2005 producono il loro secondo film dal titolo Morning Smile, tratto dal primo capitolo del romanzo L'azzurro del cielo di Georges Bataille. Il film, che vede come interpreti Sara Masotti e Monaldo Moretti, viene presentato alla Biennale de l'image en mouvement di Ginevra, passando poi per festival come Curtacinema Festival Internacional de Curtas do Rio de Janeiro, Rencontres Internationales. Paris / Madrid / Berlin, 12th International Short Film Festival in Drama (GR), Milano Film Festival, Vienna Independent Shorts ed aggiudicandosi il primo premio al TTV Performing Arts on screen.
Nel 2006, con il loro ciclo di film stereoscopici dal titolo DAIMON, gli ZAPRUDER iniziano un lungo percorso di ricerca sul 3D.
I lavori di ZAPRUDER filmmakersgroup sono stati poi presentati e premiati in numerosi festival, tra cui la Mostra Internazionale d'Arte Cinematografica (Venezia), Transmediale (Berlino), Netmage (Bologna), La Milanesiana, Santarcangelo Festival, Contemporanea festival (Prato), Kunstenfestivaldesarts (Bruxelles), Uovo performing arts festival (Milano), Festival d'Avignone, Steirischer Herbst (Graz), Artika festival (Recanati).
Nel luglio 2009 Zapruder filmmakersgroup in collaborazione con il musicista Francesco Fuzz Brasini presentano il loro primo concerto/performance per farfisa, fruste e microfoni remotati dal titolo Criptofonia al Festival di Santarcangelo - Festival Internazionale del Teatro in Piazza e nel marzo 2010 presentano (S)wing al Raum di Bologna, secondo concerto/performance ispirato al lavoro del matematico Edward Lorenz.
Nel 2016 hanno vinto il Premio MAXXI con il progetto Zeus Machine.
Tramite un progetto di Marco Musmeci, nel 2017 la Soprintendenza Archeologia, Belle Arti e Paesaggio per le province di Ravenna, Forlì-Cesena e Rimini gli ha commissionato, all'interno del Piano dell'Arte Contemporanea del Ministero dei Beni e delle Attività Culturali e del Turismo, due film aventi per cornice scenografia alcuni monumenti e paesaggi tutelati della Romagna (in parte girato a Villa La Rotonda di Savignano sul Rubicone e nei pressi del Mulino di Culmolle a Bagno di Romagna).

## Filmografia
- Spring Roll (Dvcam/Super8, C), regia: Nadia Ranocchi, David Zamagni (2001)
- Nervi (MiniDv, C), regia: Monaldo Moretti (2001)
- Daisy, dammi la mano son pazzo di te, regia: Nadia Ranocchi (2001)
- Morning Smile (16 mm, B&W), regia: Nadia Ranocchi, David Zamagni (2005)
- DAIMON - Il Laceratore (Mini DV Anaglifo, Film per Cinema da Camera, C) regia: David Zamagni, Nadia Ranocchi (2006)
- DAIMON - XXX (Mini DV Anaglifo, Film per Cinema da Camera, C) regia: David Zamagni, Nadia Ranocchi (2006)
- DAIMON - L'ALLELUIA (Mini DV Anaglifo, Film per Cinema da Camera, C) regia: David Zamagni, Nadia Ranocchi (2007)
- DAIMON - L'HEGEMONIKON Il Sovrano Interiore (Mini DV Anaglifo, Film per Cinema da Camera, C) regia: David Zamagni, Nadia Ranocchi (2007)
- PLETORA. Il Dono (XDcam Anaglifo, Film per Cinema da Camera, C) regia: David Zamagni, Nadia Ranocchi (2008)
- DAIMON (Mini DV Stereoscopico, C) regia: David Zamagni, Nadia Ranocchi (2009)
- Cock-Crow (XDcam Stereoscopico, C) regia: David Zamagni, Nadia Ranocchi (2009)
- FAULT (XDcam Anaglifo, Film su due piani, C) regia: David Zamagni, Nadia Ranocchi (2009)

Chiavi in mano
- All Inclusive (HD Stereoscopico B/N) regia: David Zamagni, Nadia Ranocchi (2010)
- Joule (HD Stereoscopico C) regia: David Zamagni, Nadia Ranocchi (2010)

Spell
- The Hypnotist Dog regia: David Zamagni, Nadia Ranocchi (2011)
- Suite regia: David Zamagni, Nadia Ranocchi (2011)
- Spell regia: David Zamagni, Nadia Ranocchi (2012)
- I topi lasciano la nave (Yes Sir, I can Boogie) regia: David Zamagni, Nadia Ranocchi (2012)

## Concerti e performance
- Criptofonia (concerto per farfisa, fruste e microfoni remotati 2009)
- (S)wing (2010)
- Suite/concert (concerto per Tennis da tavolo, farfisa, microfoni remotati 2011)
- I topi lasciano la nave (Yes Sir, I can Boogie) (2012)

## Premi
- Menzione speciale al Bellaria Film Festival2001 con Nervi.
- Menzione speciale al Festival Unimovie2001 con Spring Roll
- Premio Nuove Frontiere al festival Fiaticorti2001 di Istrana con Spring Roll
- Premio Werkleiz Award al Festival di Oberhausen Kurzfilmtage2002 con Spring Roll
- Premio Iceberg 2002 per J.G.
- Premio TTV Performing Arts on screen2005 per Morning Smile
- Premio Lo Straniero 2010
- Premio Persol 3-D 2011 alla 68ª Mostra internazionale d'arte cinematografica di Venezia[7]
- Premio Speciale I've Seen Films 2011 per il progetto Chiavi in mano (All Inclusive/Joule).[8]
- Premio della sezione Concorso Internazionale al Videoex 2015 di Zurigo per Speak in Tongues
- Premio MAXXI 2016 per Zeus Machine